# Проблема соціологічного дослідження
Проблема соціологічного дослідження - це форма наукового відображення проблемної ситуації. Вона, з одного боку, виражає реальні об'єктивні суперечності, що викликають проблемну ситуацію, з іншого - вказує на протиріччя між усвідомленням потреби певних практичних дій і незнанням засобів і методів їх реалізації. Проблема формулюється як вираження необхідності вивчення певної сфери соціального життя, розробки теоретичних засобів і практичних дій, спрямованих на виявлення причин, що викликають суперечності, на їх вирішення.

Проблема соціологічного дослідження є складовою частиною програми соціологічного дослідження.

Проблемна ситуація – це стан у розвитку соціального об'єкта, що характеризується нестійкістю, невідповідністю його функціонування потребам подальшого розвитку.

## Вимоги до визначення проблеми
На стадії формулювання проблеми соціолог звертається до вивчення наукової та методичної літератури, результатів попередніх соціологічних досліджень власної та інших соціологічних служб, аналізу економічного, технічного та організаційного контексту проблеми, до консультації експертів. У прикладному дослідженні, яке проводиться за ініціативи замовника, у вигляді проблемної ситуації формулюється його соціальне замовлення.

Для того, щоб правильно визначити проблемну ситуацію і проблему, необхідно:
- Як можна повніше уявити собі структуру проблемної ситуації, вичленувати найістотніші її елементи і фактори і визначити, до яких наукових дисциплін вони відносяться. Це допоможе чітко позначити саме соціологічну проблему, рішення якої належить компетенції соціологів, а не економістів, технологів і т.д.
- Вичленувати вже відомі, явні компоненти проблемної ситуації, які не вимагають спеціального аналізу і виступають як інформаційна база для розгляду невідомих елементів.
- Виділити в проблемній ситуації головні (суттєві) і підлеглі (другорядні) компоненти.

## Гносеологічна та предметна сторони проблеми соціологічного дослідження
Гносеологічна проблемна ситуація - це "знання про незнання, невідповідність або протиріччя між знанням про потреби, людей і якихось результативних практичних чи теоретичних діях і незнанням шляхів, засобів, методів, способів , прийомів реалізації цих необхідних дій ".

Предметна сторона проблеми соціологічного дослідження - це явища і процеси, що викликають занепокоєння, наприклад, ситуація незрозуміла, не піддається переконливому поясненню, має місце соціальна дезорганізація, конфлікт інтересів соціальних груп, спільностей інститутів.

Предметна і гносеологічна сторона соціальної проблеми тісно взаємопов'язані. У найпростішому випадку - це недостатня поінформованість про реальну соціальну ситуацію, внаслідок чого неможливо використовувати вже наявне знання для з'ясування і можливого регулювання соціальних процесів. В інших випадках - це виявлення таких процесів і явищ, природа яких теоретично не піддається поясненню, а отже, немає і відповідних алгоритмів для їх опису, прогнозування і впливу на них з боку суспільства. Соціальна проблема може і зовсім не усвідомлюватися як суспільна потреба, так як провокуючі її умови та поведінка людей не досягли того рівня, на якому вона стає очевидною. Нарешті, будучи усвідомлюваною, вона не обов'язково стає предметом аналізу та цілеспрямованих дій , так як для цього потрібні активна зацікавленість і готовність до практичних перетворень якихось суспільних сил, організацій, рухів

## Типологія соціальних проблем
Соціальні проблеми істотно різняться за своєю масштабністю, часом дії, ступенем складності тощо. саме тому існує докладна типологізація проблем соціологічного дослідження. 
За масштабністю проблеми вирізняють:
- Групові, проблеми організацій, невеликих соціальних спільнот;
- Регіональні;
- Проблеми суспільних інститутів;
- Національні проблеми;
- Світові (глобальні) проблеми.

Залежно від часу дії проблеми поділяються на коротко-, середньо-і довгострокові. За глибиною протиріччя розрізняють проблеми однопланові, коли зачіпається одна сторона соціального явища (наприклад, ставлення сільських жителів до приватної власності на землю), і системні, які стосуються багатьох сторін явища, що відображають їх дисбаланс (наприклад, зміна взаємовідносин у сім'ї як соціальному інституті, коли зачіпаються процеси розподілу ролей, форми соціалізації, міжособистісні конфлікти).

## Вимоги до визначення проблеми соціологічного дослідження
Виділяють такі формальні вимоги до розгортання проблеми дослідження
- Можливо точніше розмежування між "проблематичним", тобто шуканим, невідомим, і "не проблематичним" як даним і відомим;
- Чітке відділення один від одного істотного і несуттєвого щодо загальної проблеми;
- Розчленування загальної проблеми на її елементи і впорядкування по приватних проблем, а також з їх пріоритету.

## Проблеми при формулюванні проблемисоціологічного дослідження
При формулюванні проблеми соціологічного дослідження молодий соціолог може стикнутися з такими поширеними проблемами 
- Ототожнення теми і проблеми
- Визначення проблеми дослідження - ототожнення її з соціальною проблемою в цілому. Обидва поняття багато в чому подібні, в їх основі лежить соціальне протиріччя, усвідомлюване суб'єктами як значиме для них невідповідність між існуючим і належним. І в тому і іншому випадку протиріччя створює проблемну ситуацію, і в тому і в іншому випадку воно усвідомлюється суб'єктами. Але в проблеми дослідження суб'єктом виступає індивід, а в соціальній проблемі - великі соціальні групи людей. Отже, проблема дослідження - лише частина соціальної проблеми, її конкретна сторона
- Зміщення рівнів узагальнення: завдання дослідження носять конкретно-практичний характер, а проблема дослідження - абстрактно-теоретичний.
- Ототожнення проблеми та проблемної ситуації з завданнями дослідження. Якщо мета орієнтує на кінцевий результат, то завдання формулюють питання, на які має бути отримана відповідь для реалізації цілей дослідження.